# Cappella Palatina

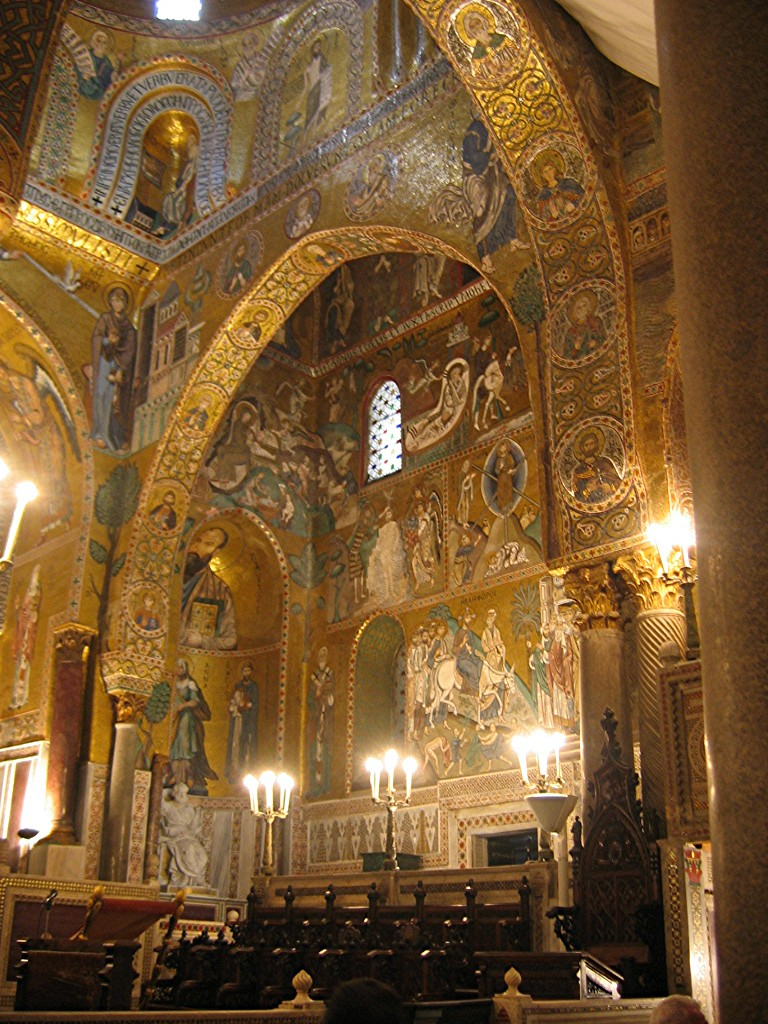
Các mái vòm Saracen và mosaic Byzantine bên trong nhà nguyện Palatine.

Nhà nguyện Palatine (tiếng Ý: Cappella Palatina) là nhà nguyện hoàng gia của các vị vua Norman của Sicilia nằm ở tầng trệt ở trung tâm của Palazzo Reale ở Palermo, miền nam Italia.
Nhà nguyện này được ủy quyền bởi Roger II của Sicilia trong năm 1132 được xây dựng sau khi một nhà nguyện cũ (nay là hầm mộ) được xây dựng xung quanh 1080. Phải mất tám năm để xây dựng và nhiều hơn nữa để trang trí với khảm và nhiều mỹ nghệ. Cung thánh, dành riêng cho Thánh Phêrô, là gợi nhớ một mái vòm nhà thờ. Nó có ba apse, như là thường thấy trong phong cách kiến trúc Byzantine, với sáu vòm nhọn (ba trên mỗi bên của gian giữa trung ương) nghỉ ngơi trên các cột tái chế cổ điển.